# 39.º governo republicano (Portugal)
O 39.º governo da Primeira República Portuguesa nomeado a 18 de dezembro de 1923 e exonerado a 6 de julho de 1924, foi liderado por Álvaro de Castro.
A sua constituição era a seguinte:
| Cargo                               | Detentor | Detentor                                                   | Período                                          |
| ----------------------------------- | -------- | ---------------------------------------------------------- | ------------------------------------------------ |
| Presidente do Ministério            |          | Álvaro de Castro (1878–1928)                               | 18 de dezembro de 1923 a 6 de julho de 1924      |
| Ministro do Interior                |          | Alfredo de Sá Cardoso (1864–1950)                          | 18 de dezembro de 1923 a 6 de julho de 1924      |
| Ministro da Justiça e dos Cultos    |          | José Domingues dos Santos (1887–1958)                      | 18 de dezembro de 1923 a 6 de julho de 1924      |
| Ministro das Finanças               |          | Álvaro de Castro (interino) (1878–1928)                    | 18 de dezembro de 1923 a 28 de dezembro de 1923  |
| Ministro das Finanças               |          | Álvaro de Castro (1878–1928)                               | 28 de dezembro de 1923 a 6 de julho de 1924      |
| Ministro da Guerra                  |          | António Ribeiro de Carvalho (1889–1967)                    | 18 de dezembro de 1923 a 26 de fevereiro de 1924 |
| Ministro da Guerra                  |          | Álvaro de Castro (interino) (1878–1928)                    | 26 de fevereiro de 1924 a 8 de março de 1924     |
| Ministro da Guerra                  |          | Américo Olavo (1881–1927)                                  | 8 de março de 1924 a 6 de julho de 1924          |
| Ministro da Marinha                 |          | Fernando Augusto Pereira da Silva (1871–1943)              | 18 de dezembro de 1923 a 6 de julho de 1924      |
| Ministro dos Negócios Estrangeiros  |          | Domingos Pereira (1882–1956)                               | 18 de dezembro de 1923 a 6 de julho de 1924      |
| Ministro do Comércio e Comunicações |          | António Joaquim Ferreira da Fonseca (1887–1937)            | 18 de dezembro de 1923 a 28 de fevereiro de 1924 |
| Ministro do Comércio e Comunicações |          | Nuno Simões (1894–1975)                                    | 28 de fevereiro de 1924 a 23 de junho de 1924    |
| Ministro do Comércio e Comunicações |          | Hélder Ribeiro (interino) (1883–1973)                      | 23 de junho de 1924 a 6 de julho de 1924         |
| Ministro das Colónias               |          | Álvaro de Castro (1878–1928)                               | 18 de dezembro de 1923 a 28 de dezembro de 1923  |
| Ministro das Colónias               |          | Mariano Martins (1880–1943)                                | 28 de dezembro de 1923 a 6 de julho de 1924      |
| Ministro da Instrução Pública       |          | António Sérgio (1883–1969)                                 | 18 de dezembro de 1923 a 28 de fevereiro de 1924 |
| Ministro da Instrução Pública       |          | Hélder Ribeiro (1883–1973)                                 | 28 de fevereiro de 1924 a 6 de julho de 1924     |
| Ministro do Trabalho                |          | Júlio Ernesto de Lima Duque (1859–1927)                    | 18 de dezembro de 1923 a 6 de julho de 1924      |
| Ministro da Agricultura             |          | António Joaquim Ferreira da Fonseca (interino) (1887–1937) | 18 de dezembro de 1923 a 24 de dezembro de 1923  |
| Ministro da Agricultura             |          | Mário de Azevedo Gomes (1885–1965)                         | 24 de dezembro de 1923 a 28 de fevereiro de 1924 |
| Ministro da Agricultura             |          | Joaquim Ribeiro (1882–1953)                                | 28 de fevereiro de 1924 a 6 de julho de 1924     |